# Peter Jackson’s King Kong: The Official Game of the Movie
Peter Jackson’s King Kong The Official Game of the Movie — компьютерная игра в жанре Action-adventure, созданная по мотивам одноимённого фильма. Издана Ubisoft для множества платформ.

## Сюжет
Съемочная группа прибывает на остров, чтобы снять фильм о Кинг-Конге, в ходе этого им придется столкнутся с опасностями острова и остаться в живых.

## Критика
| Сводный рейтинг | Сводный рейтинг | Сводный рейтинг | Сводный рейтинг | Сводный рейтинг | Сводный рейтинг | Сводный рейтинг | Сводный рейтинг |
| Издание         | Оценка          | Оценка          | Оценка          | Оценка          | Оценка          | Оценка          | Оценка          |
| Издание         | GBA             | GC              | PC              | PS2             | PSP             | Xbox            | Xbox 360        |
| --------------- | --------------- | --------------- | --------------- | --------------- | --------------- | --------------- | --------------- |
| GameRankings    | 61,82 %         | 80,63 %         | 78,00 %         | 82,00 %         | 56,21 %         | 81,56 %         | 79,99 %         |

Peter Jackson’s King Kong получила коммерческий успех, к марту 2006 года разойдясь по миру общим тиражом более 4,5 миллионов копий. Версия для PlayStation 2 получила статус «Платиновой» от Entertainment and Leisure Software Publishers Association (ELSPA),, что свидетельствует о продажах 300 тысяч копий игры в Великобритании.
Среди критиков игра также получила положительные отзывы, отдельно отмечались игровое окружение, экшен-сцены и возможность играть за двух персонажей.

### Награды
| Дата                 | Премия                         | Категория                                                  | Номинант                                                  | Результат | Примечание |
| -------------------- | ------------------------------ | ---------------------------------------------------------- | --------------------------------------------------------- | --------- | ---------- |
| December 10, 2005    | Spike Video Game Awards 2005   | Best Action Game                                           | Peter Jackson’s King Kong: The Official Game of the Movie | Номинация |            |
| 10 декабря 2005 года | Spike Video Game Awards 2005   | Designer of the Year                                       | Мишель Ансель                                             | Номинация |            |
| 10 декабря 2005 года | Spike Video Game Awards 2005   | Best Cast                                                  | Peter Jackson’s King Kong: The Official Game of the Movie | Победа    |            |
| 10 декабря 2005 года | Spike Video Game Awards 2005   | Best Video Game Based on a Movie                           | Peter Jackson’s King Kong: The Official Game of the Movie | Победа    |            |
| 10 декабря 2005 года | Spike Video Game Awards 2005   | Best Performance by a Female                               | Наоми Уоттс                                               | Номинация |            |
| 10 декабря 2005 года | Spike Video Game Awards 2005   | Best Performance by a Male                                 | Джек Блэк                                                 | Победа    |            |
| 17 декабря 2005 года | 10th Satellite Awards          | Outstanding Game Based on a Previous Medium                | Peter Jackson’s King Kong: The Official Game of the Movie | Номинация |            |
| 2 мая 2006 года      | 32nd Saturn Awards             | Best Video Game Release (Fantasy)                          | Peter Jackson’s King Kong: The Official Game of the Movie | Номинация |            |
| 2006                 | Interactive Achievement Awards | Outstanding Achievement in Art Direction                   | Ubisoft                                                   | Номинация | [ 16 ]     |
| 2006                 | Interactive Achievement Awards | Outstanding Achievement in Game Design                     | Ubisoft                                                   | Номинация | [ 16 ]     |
| 2006                 | Interactive Achievement Awards | Outstanding Achievement in Sound Design                    | Ubisoft                                                   | Номинация | [ 16 ]     |
| 2006                 | Interactive Achievement Awards | Outstanding Achievement in Story and Character Development | Ubisoft                                                   | Номинация | [ 16 ]     |